# Voedselbosbouw Nederland
De stichting Voedselbosbouw Nederland (afgekort VBNL) is een Nederlandse non-profitorganisatie die zich inzet voor de ontwikkeling en exploitatie van voedselbossen in Nederland. Het doel van de organisatie is het realiseren van een duurzame voorziening van gezond, lokaal voedsel en het verhogen van de vitaliteit van natuur en landschap via de voedselbosbouw.